# Neftechimik Nischnekamsk
Neftechimik Nischnekamsk (russisch Нефтехимик Нижнекамск) ist ein 1968 gegründeter Eishockeyclub der russischen Stadt Nischnekamsk. Die Vereinsfarben sind Weiß, Grün und Blau. Neftechimik Nischnekamsk spielt in der Kontinentalen Hockey-Liga. Die Heimspiele werden im SKK Neftechimik ausgetragen, welche eine Kapazität für 5500 Besucher hat. Titel konnte der Verein bislang nicht erringen.

## Geschichte

Früheres Logo

Der 1968 gegründete Klub spielte über viele Jahre in den unterklassigen Ligen der Sowjetunion. Erst mit dem Zerfall selbiger konnte sich Neftechimik Nischnekamsk in den oberen Klassen etablieren.
Nach dem Aufstieg aus der Wtoraja Liga in die Perwaja Liga Anfang der 1990er Jahre gelang 1995 der Gewinn des Meistertitels in der zweitklassigen Offenen Russischen Meisterschaft. Nach finanziellen Zusicherungen und dem Nachweis konkreter Planungen für ein neues Eisstadion durfte Neftechimik in der Folge in die Internationale Hockey-Liga aufsteigen. Dort etablierte sich die Mannschaft im Laufe der Jahre. Die beste Platzierung war ein sechster Platz am Ende der Saison 2000/01. Ein Jahr später gelang der Sieg beim prestigeträchtigen Tampere Cup.

## Trainer seit 1995
- 1995 Nikolai Solowjow[3]
- 1995–1998 Wladimir Andrejew
- 1998–1999 Alexander Sokolow
- 1999–2000 Nikolai Solowjow
- 2000–2001 Wladimir Golubowitsch
- 2001–2004 Wladimir Krikunow
- 2004–2006 Wsewolod Jelfimow
- 2006–2007 Gennadi Syrzow
- 2007–2008 Gennadi Zygurow
- 2008–2011 Wladimir Krikunow
- 2011 Alexander Smirnow
- 2011–2013 Wladimir Golubowitsch
- 2013 Wladimir Krikunow
- Oktober 2013 – März 2014 Dmitri Balmin
- März 2014 – Oktober 2014 Kari Heikkilä
- November 2014 – Januar 2016 Wladimir Krikunow
- Januar 2016  – Oktober 2016 J. Popichin[4]
- Oktober 2016 N. Solowjew
- Oktober 2016 –  Dezember 2018  Andrei Nasarow
- seit Januar 2019 Wjatscheslaw Buzajew